# Junín (kommun)
Junín är en kommun i Colombia.   Den ligger i departementet Cundinamarca, i den centrala delen av landet, 50 km öster om huvudstaden Bogotá. Antalet invånare är 8 448. Arean är 337 kvadratkilometer.
Terrängen i Junín är huvudsakligen bergig, men åt sydväst är den kuperad.